# Rosa-Luxemburg-Straße (Frankfurt am Main)
Die Rosa-Luxemburg-Straße ist eine wichtige Durchgangsstraße in Frankfurt am Main und Teil der Landesstraße 3004 (Frankfurt am Main – Schmitten). Sie ist benannt nach der gesellschaftspolitischen Aktivistin Rosa Luxemburg, verbindet als vierstreifige Stadtautobahn den Frankfurter Alleenring und den westlichen Teil der Autobahn A 66 mit den nordwestlichen Stadtteilen Ginnheim, Nordweststadt, Heddernheim, Niederursel und Riedberg, sowie mit der Stadt Oberursel (Taunus). Sie verläuft dabei als Viadukt, in Dammlage oder in Einschnitten.

## Verlauf

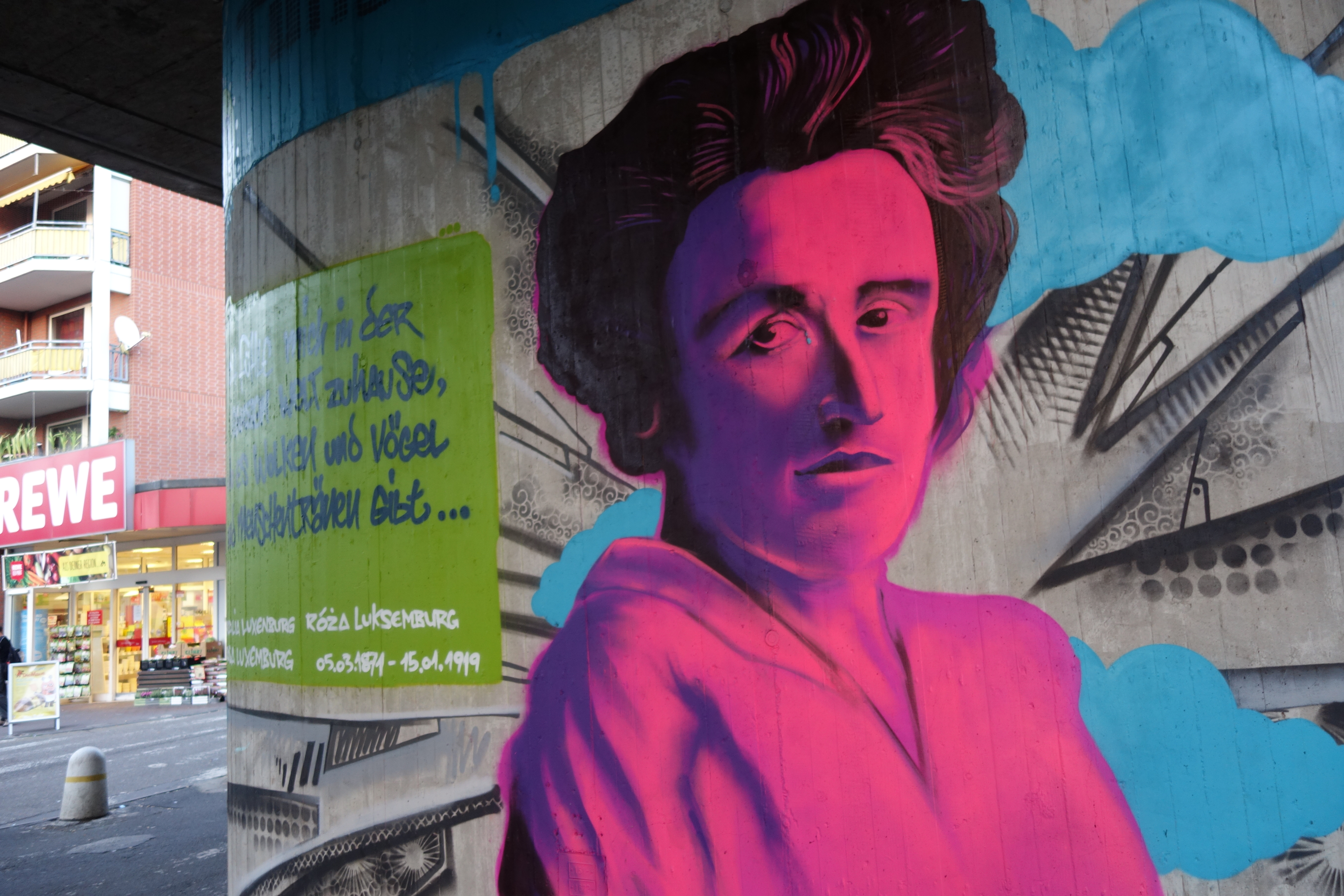
Portrait der Namensgeberin Rosa Luxemburg auf einem Pfeiler der Hochstraße bei der Ginnheimer Landstraße

Vom Miquelknoten (Verknüpfung von A 66 und Alleenring) aus verläuft sie zwischen der Miquelanlage im Osten und dem Europaturm im Westen bis zur Wilhelm-Epstein-Straße auf einem Damm, danach durch Ginnheim bis zur Überquerung der Main-Weser-Bahn an der Straße Am Ginnheimer Wäldchen als Viadukt (Hochstraße). Es folgt ein kurzes Stück in Dammlage zu beiden Seiten der oberirdischen U-Bahn-Strecke Ginnheim-Nordweststadt durch den Niddapark bis zur Überquerung der Nidda als Viadukt, dann von der U-Bahn-Station Römerstadt aus in Einschnitt und Dammlage zwischen Nordwestzentrum im Westen und Heddernheim bis zur Überquerung der U-Bahn-Strecke von Heddernheim nach Oberursel, von wo aus sie das Urselbachtal auf einer Brücke überquert. Im Bereich des Nordwestzentrums durchquert die Straße das Gebiet der römischen Stadt Nida aus dem 1. bis 3. Jahrhundert nach Christus.

## Geschichte
Diese Straße gehört zum Projekt der Nordweststadt, die von Süden her durch diese Nordweststraße erschlossen werden sollte. 
Die Eröffnung des ersten Teilstückes erfolgte 1974 zwischen Ginnheim, der Römerstadt und der neu errichteten Nordweststadt. 1980 wurde sie nach Süden verlängert und an den Alleenring und die Bundesautobahn 66 angeschlossen.

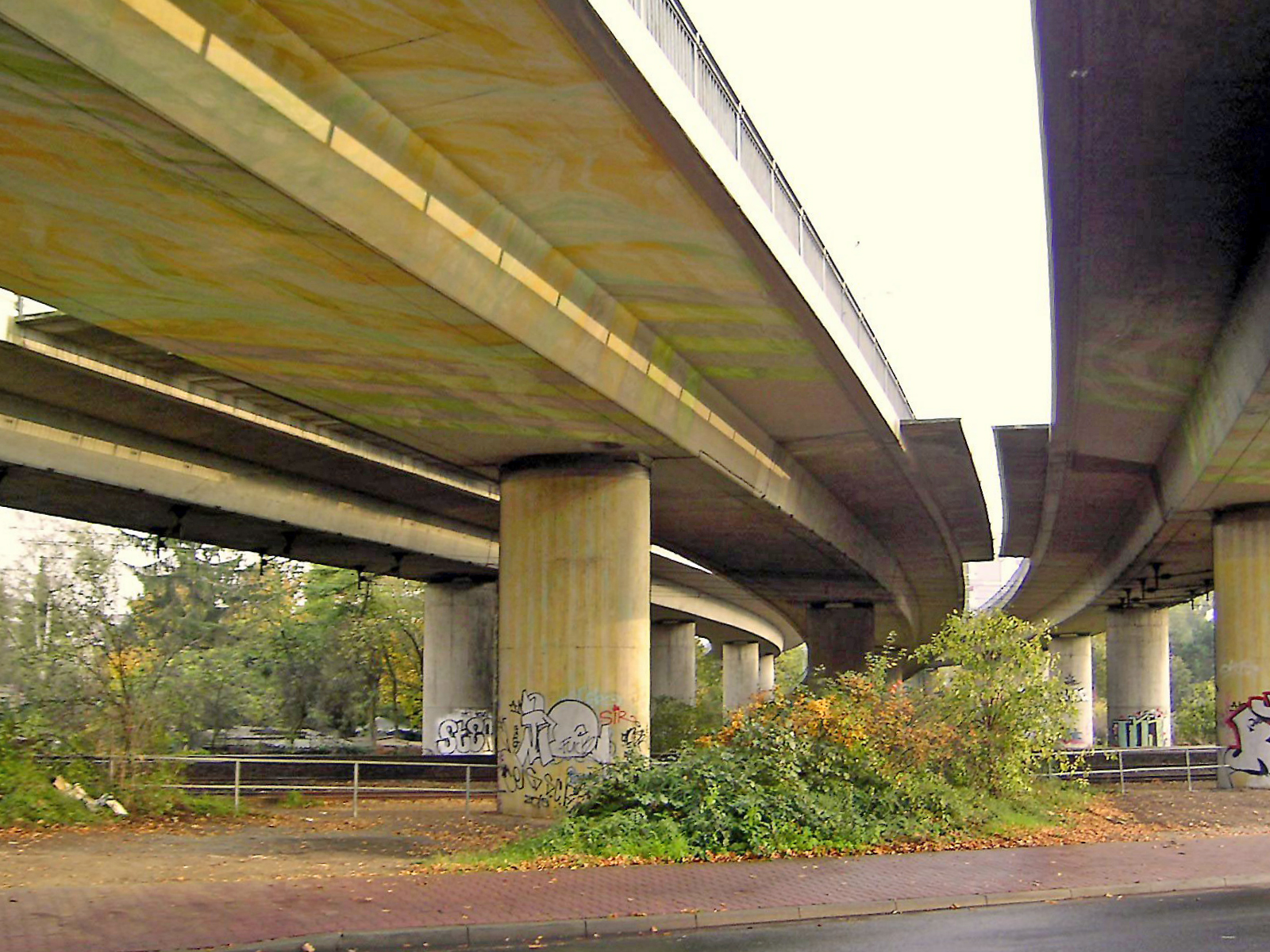
Die Hochstraße in Ginnheim von unten

Die reine Kraftfahrstraße verläuft teilweise durch dicht bebautes Wohngebiet. Deshalb wurde 1981 trotz des autobahnähnlichen Ausbaus als Hochstraße ein Tempolimit von 80 km/h eingeführt. In einigen Teilen besteht heute auch ein Tempolimit von 60 km/h. Im alten Bauabschnitt zwischen Ginnheimer Landstraße und In der Römerstadt verläuft im Mittelstreifen die oberirdische U-Bahn-Linie U1/U9. Eine Besonderheit befindet sich auf der Höhe Hadrianstraße: Der dortige bundeseigene Bunker durfte 1969 beim Bau der Straße nicht abgerissen werden. Deswegen musste die Schnellstraße geteilt und die nach Süden verlaufende Fahrspur verschwenkt werden. Heute dient der Bunker als Werbefläche für das benachbarte Nordwestzentrum.
Etwa zwei Jahrzehnte endete die Rosa-Luxemburg-Straße in der Nähe der Nordweststadt und ging mittels einer provisorischen Anschlussstelle in die Niederurseler Landstraße über. Erst in den 1990ern erfolgte der Endausbau mit einer Umgehung des Ortskerns von Niederursel, wobei die Straße zu einer einspurigen Außerortsstraße wird, welche die Bundesautobahn 5 unterquert und in der Folge im Hochtaunuskreis Frankfurter Landstraße heißt und bis zum Bahnhof Oberursel (Taunus) führt. Parallel dazu verläuft auf großen Abschnitten die Trasse der U3.
Die Anschlussstelle Niddapark wurde im Vorfeld der Bundesgartenschau 1989 neu angelegt. Die vorherige Abfahrt, welche nur eine Abfahrt aus und eine Auffahrt in Richtung Nordweststadt umfasste, wurde dabei beseitigt.

## Umbauplanungen
Die Streckenführung und Bauweise der Rosa-Luxemburg-Straße wurde im Lauf der Jahre von verschiedenen Bürgerinitiativen und vom Ortsbeirat 9 kritisiert. Dabei ging es neben der Lärmbelastung der Anwohner immer wieder darum, dass die Straße mehrere Stadtteile „zerschneidet“.
Zur Bewältigung der Probleme gibt es Überlegungen, die Straße im Bereich Ginnheim in eine normale vierspurige Stadtstraße umzuwandeln und mit einem Kreisverkehr oder auf anderer Art auf platzsparendere Weise an den Alleenring und die A 66 anzuschließen. Anlass ist zum einen eine notwendig werdende Sanierung der Hochstraße, zum anderen Wohnungsbauvorhaben in diesem Bereich. In diesem Zusammenhang könnte dort auch der geplante Lückenschluss der U-Bahn geschaffen werden.
Anfang 2025 schlug der Städtebaubeirat Frankfurts den Rückbau des Miquelknotens und der Rosa-Luxemburg-Straße im Zuge des Lückenschlusses der U4 vor. Demnach sollen anstelle dieser überdimensionierten und aus der Zeit gefallenen Straßen mit zerschneidender Wirkung und großem innerstädtischen Flächenverbrauch u. a. mehr Wohnungen und Parkanlagen geschaffen werden. Damit könne nicht nur die Platensiedlung besser in das Stadtgefüge integriert werden, es bestehe auch die Möglichkeit einer "Stadtreparatur" in Ginnheim.

## Anschlussstellen
|  |      | als L 3004                 |
|  | (21) | Miquelallee                |
|  |      | Bundesbank/Dornbusch       |
|  |      | Ginnheim/Eschersheim K 809 |
|  |      | Niddapark                  |
|  |      | Nordwestzentrum            |
|  |      | Heddernheim K 810          |
|  |      | Mertonviertel (zur )       |
|  |      | Riedberg Westflügel        |